# Berryville (Arkansas)
Berryville település az Amerikai Egyesült Államok Arkansas államában, Carroll megyében, melynek megyeszékhelye is. Lakosainak száma 5682 fő (2020. április 1.).

## Népesség
A település népességének változása:

| 2010 | 5 356 |
| 2020 | 5 682 |